# Clubiona bevisi
Clubiona bevisi là một loài nhện trong họ Clubionidae.
Loài này thuộc chi Clubiona. Clubiona bevisi được Roger de Lessert miêu tả năm 1923.